# Vancouver
Vancouver (phát âm tiếng Anh: /væŋˈkuːvər/ ⓘ hay /vænˈkuːvər/), tên chính thức là Thành phố Vancouver (tiếng Anh: City of Vancouver), là một đô thị hải cảng duyên hải thuộc tỉnh British Columbia, Canada và là thành phố lớn nhất tỉnh.
Theo kết quả điều tra nhân khẩu năm 2011, Vancouver có 603.502 dân cư và là đô thị tự trị đông dân thứ tám toàn Canada.
Khu vực Đại Vancouver có khoảng 2,4 triệu cư dân, là khu vực đô thị đông dân thứ ba toàn Canada và đông dân nhất tại phía Tây Canada. Vancouver nằm trong số các thành phố đa dạng nhất về dân tộc và ngôn ngữ tại Canada; 52% cư dân của thành phố có ngôn ngữ thứ nhất không phải là tiếng Anh. Vancouver được liệt kê vào hạng Beta trong thước đó thành phố toàn cầu. Thành phố Vancouver có diện tích đất liền khoảng 114 km², mật độ dân số đạt 5.249 người/km². Vancouver là khu đô thi có mật đô dân số cao nhất Canada với hơn 250,000 dân và đứng thứ tư sau các thành phố khác ở Bắc Mỹ như thành phố New York, San Francisco và Mexico City.
Khu định cư ban đầu trong khu vực thành phố mang tên Gastown, phát triển quanh nhà máy cưa gỗ Hastings Mill và một quán rượu gần đó, cả hai đều hình thành vào năm 1867. Từ doanh nghiệp ban đầu đó, các cửa hàng và một số khách sạn dần xuất hiện ở ven biển phía Tây. Khu định cư được mở rộng thành thị trấn Granville, được đổi tên thành "Vancouver" và được hợp nhất thành một thành phố vào năm 1886. Năm 1887, đường sắt xuyên lục địa kéo dài đến thành phố để tận dụng lợi thế có hải cảng tự nhiên lớn của thành phố, cảng này nhanh chóng trở thành một mắt xích quan trọng trong một tuyến mậu dịch giữa phương Đông, phía Đông Canada, và Luân Đôn.
Vào năm 2014, cảng Đô thị Vancouver vượt New York trở thành cảng biển bận rộn thứ ba Bắc Mỹ và là cảng biển bận rộn thứ 27 thế giới, bận rộn nhất Canada và đa dạng nhất Bắc Mỹ.
Mặc dù lâm nghiệp vẫn là ngành kinh tế lớn nhất, song Vancouver nổi tiếng khi là một trung tâm đô thị được thiên nhiên bao quanh, khiến cho du lịch là ngành kinh tế lớn thứ hai.
Các xưởng lớn về sản xuất phim tại Vancouver và Burnaby đã biến khu vực đô thị Vancouver trở thành một trong những trung tâm lớn nhất về sản xuất phim tại Bắc Mỹ.
Vancouver liên tục được vinh danh là một trong năm thành phố toàn cầu hàng đầu về tính dễ sống và chất lượng sinh hoạt, và Economist Intelligence Unit công nhận Vancouver là thành phố đầu tiên để xếp hạng trong bảng xếp hạng tốp 10 thành phố dễ sinh hoạt nhất trong 5 năm liên tục.
Vancouver liên tục tham gia nhiều sự kiện và hội nghị quốc tế, bao gồm Đại hội Thể thao Đế quốc Anh và Thịnh vượng chung năm 1954, Triển lãm Thế giới năm 1986 và Đại hội Thể thao Trị an viên (World Police and Fire Games) vào năm 1989 và 2009.
Thế vận hội Mùa đông 2010 được tổ chức tại Vancouver và khu nghỉ dưỡng Whistler nằm 125 km về phía Bắc thành phố. Vào năm 2014, sau 30 năm có trụ sở tại California, Sự kiện thường niên TED chính thức chọn Vancouver làm trụ sở vĩnh viễn. Một số trận đấu của Giải bóng đá nữ thế giới FIFA 2015 được diễn ra tại Vancouver, bao gồm trận chung kết tại sân vận động BC Place.

## Lịch sử
Các di tích khảo cổ học cho biết về sự hiện diện của người nguyên trú tại khu vực Vancouver từ 8.000 đến 10.000 năm trước.
Thành phố nằm tại các lãnh thổ xưa kia thuộc các dân tộc Squamish, Musqueam, và Tseil-Waututh (Burrard) thuộc nhóm Salish Duyên hải.
Họ có các làng tại nhiều nơi thuộc Vancouver ngày nay, như Stanley Park, False Creek, Kitsilano, Point Grey và gần cửa sông Fraser.
Năm 1791, sĩ quan Tây Ban Nha José María Narváez trở thành người châu Âu đầu tiên thám hiểm vùng bờ biển của Point Grey và nhiều phần thuộc vịnh Burrard hiện nay, song một tác giả cho rằng thuyền trưởng người Anh Francis Drake có thể đi đến khu vực vào năm 1579.
Thành phố được đặt tên theo George Vancouver, ông là người thám hiểm nội cảng của vịnh Burrard vào năm 1792 và đặt tên Anh cho nhiều địa điểm.
Nhà thám hiểm và thương nhân Công ty Tây Bắc Simon Fraser và thủy thủ đoàn của ông trở thành những người châu Âu đầu tiên được biết đến là đặt chân lên địa điểm là thành phố hiện nay. Năm 1808, họ du hành từ phía đông, xuôi dòng sông Fraser, có lẽ đi xa đến Point Grey.
Cơn sốt vàng Fraser năm 1858 đưa trên 25.000 nam giới, chủ yếu là từ California, đến New Westminster ở lân cận Vancouver, trên đường đến hẻm núi Fraser, họ bỏ qua nơi mà sẽ trở thành Vancouver.
Vancouver nằm trong số các thành phố trẻ nhất tại British Columbia;
khu định cư đầu tiên của người châu Âu tại nơi mà nay là Vancouver hình thành vào năm 1862 tại McLeery's Farm ven sông Fraser, ngay phía đông của làng cổ Musqueam tại nơi mà nay là Marpole. Một xưởng cưa được dựng nên tại Moodyville (nay là Thành phố North Vancouver) vào năm 1863, khởi đầu cho mối liên hệ lâu dài của thành phố với ngành khai thác gỗ. Các xưởng thuộc sở hữu của Thuyền trưởng Edward Stamp nhanh chóng xuất hiện sau đó trên bờ nam của vịnh. Edward Stamp khởi đầu nghề khai thác gỗ tại khu vực Port Alberni, ông ban đầu cố gắng vận hành một xưởng tại Brockton Point, song các khó khăn do dòng chảy và đá ngầm buộc ông phải chuyển hoạt động đến một điểm gần chân của Gore Street vào năm 1867. Xưởng này được gọi là xưởng Hastings, và trở thành trung tâm của khu vực xung quanh mà về sau hình thành Vancouver. Vai trò trung tâm của xưởng trong thành phố bị suy yếu sau khi đường sắt Thái Bình Dương Canada (CPR) lan đến vào thập niên 1880. Tuy thế, xưởng này vẫn có vai trò quan trọng trong kinh tế địa phương cho đến khi đóng cửa vào thập niên 1920.
Khu định cư được gọi là Gastown phát triển nhanh chóng quanh quán rượu tạm thời đầu tiên, vốn mang tên là "Gassy" và do Jack Deighton thiết lập vào năm 1867 ở bên rìa bất động sản của xưởng Hastings.
Năm 1870, chính phủ thuộc địa khảo sát khu định cư và đặt ra một thị trấn hành chính, đổi tên thành "Granville" nhằm vinh danh Bộ trưởng Thuộc địa Anh Quốc đương nhiệm là Granville Leveson-Gower. Với có cảng tự nhiên, đến năm 1884 thì thị trấn được lựa chọn
làm ga cuối của Đường sắt Thái Bình Dương Canada, gây thất vọng cho các đô thị khác là Port Moody, New Westminster và Victoria trong cuộc đua tranh để được đặt ga cuối. Một tuyến đường sắt nằm trong số các khích lệ để British Columbia gia nhập liên bang vào năm 1871, song vụ bê bối Thái Bình Dương và những tranh cãi về việc sử dụng lao động Trung Quốc đã trì hoãn việc xây dựng cho đến thập niên 1880.

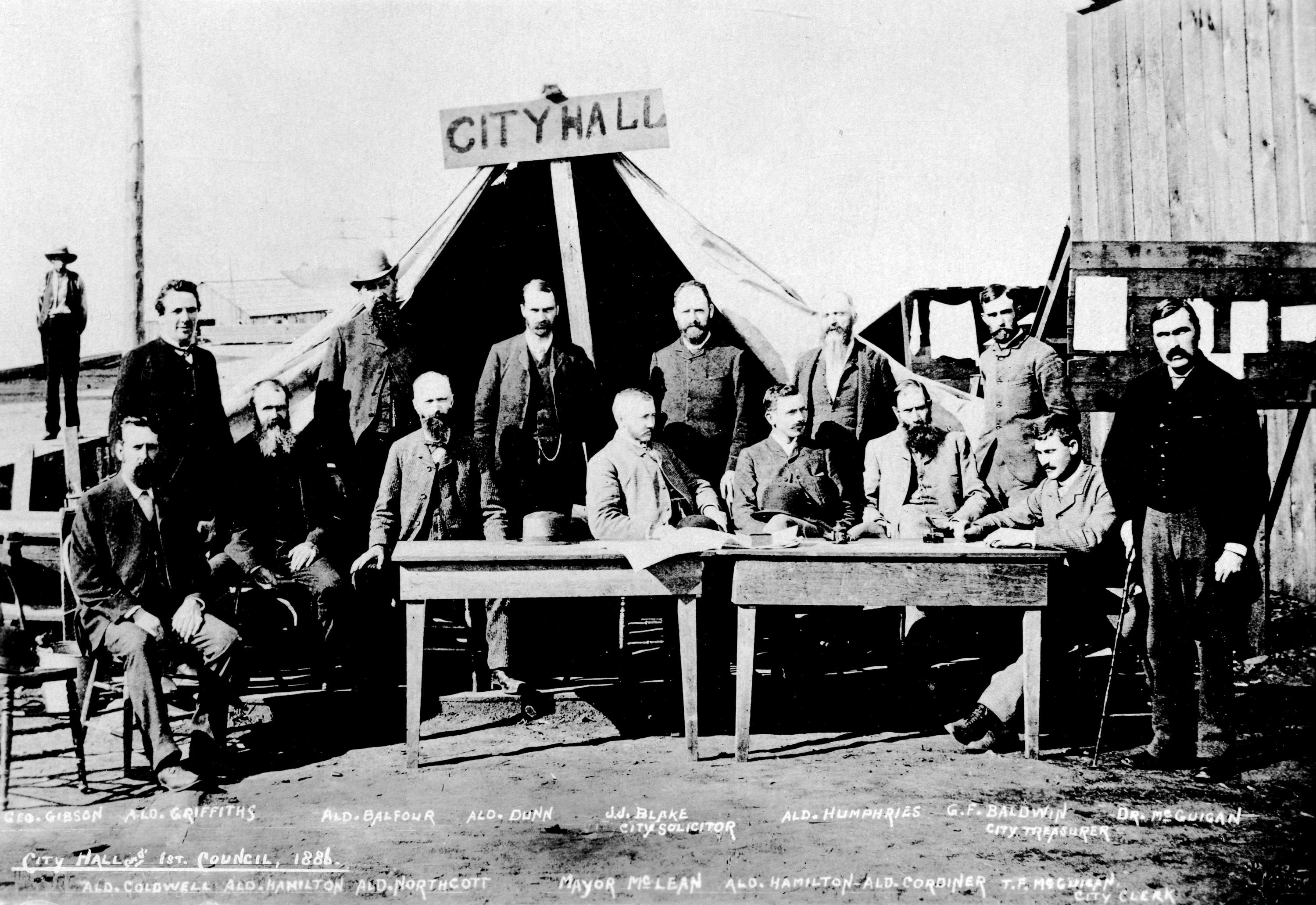
Hội đồng thành phố Vancouver đầu tiên họp sau hỏa hoạn năm 1886.

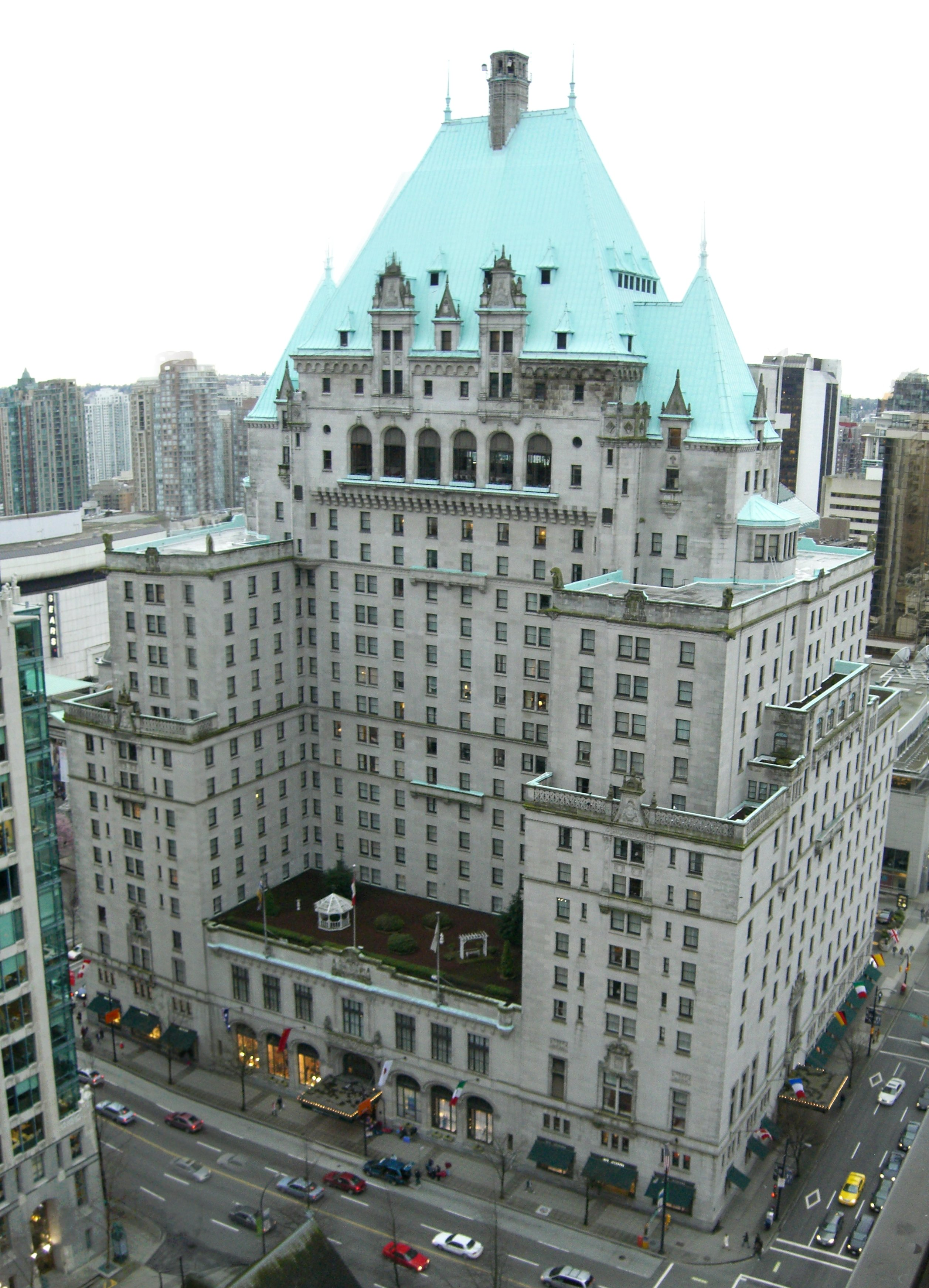
Khách sạn Vancouver được khánh thành vào năm 1939.

Thành phố Vancouver được hợp nhất vào ngày 6 tháng 4 năm 1886, đoàn tàu xuyên lục địa đầu tiên đến thành phố trong cùng năm. Chủ tịch hãng Đường sắt Thái Bình Dương Canada là William Van Horne đến Port Moody để thành lập ga đầu cuối của tuyến đường sắt theo phó thác của Henry John Cambie, và đặt tên Vancouver cho thành phố để vinh danh George Vancouver. Đại hỏa hoạn Vancouver xảy ra vào ngày 13 tháng 6 năm 1886, kết quả là toàn bộ thành phố bị thiêu rụi. Cục cứu hỏa Vancouver được thành lập vào năm đó, và thành phố được tái thiết một cách nhanh chóng. Vancouver biến đổi từ một khu định vư với 1.000 dân vào năm 1881 thành một đô thị 20.000 dân vào thời điểm chuyển giao giữa hai thế kỷ, và đạt 100.000 dân vào năm 1911.
Trong cơn sốt vàng Klondike năm 1898, các thương nhân Vancouver cung ứng trang bị cho những người thăm dò. Một trong số các thương nhân đó là Charles Woodward, ông mở cửa hàng bách hóa Woodward's đầu tiên tại Abbott và Cordova Streets vào năm 1892, cùng với các cửa hàng bách hóa Spencer's và vịnh Hudson tạo thành trung tâm của ngành bán lẻ của thành phố trong hàng thập niên.
Kinh tế của Vancouver ban đầu nằm dưới quyền chi phối của các công ty lớn như Đường sắt Thái Bình Dương Canada, công ty thúc đẩy hoạt động kinh tế và khiến cho thành phố trẻ phát triển nhanh chóng; trong thực tế thì Đường sắt Thái Bình Dương Canada là hãng sở hữu bất động sản và phát triển nhà ở chính trong thành phố. Một số ngành chế tạo có sự phát triển, bao gồm việc thành lập nhà máy tinh chế đường British Columbia vào năm 1890, song các nguồn tài nguyên tự nhiên trở thành nền tảng đối với kinh tế Vancouver. Lĩnh vực tài nguyên ban đầu dựa trên khai thác gỗ và sau đó dựa vào hoạt động xuất khẩu thông qua các hải cảng, tại đó giao thông thương nghiệp cấu thành khu vực kinh tế lớn nhất tại Vancouver vào thập niên 1930.
Đi kèm với tình trạng các hãng lớn chi phối kinh tế thành phố là một phong trào lao động thường hiếu chiến. Vụ bãi công đồng loạt lớn đầu tiên diễn ra vào năm 1903 khi các công nhân đường sắt bãi công phản đối Đường sắt Thái Bình Dương Canada để công đoàn được công nhận. Lãnh đạo công nhân là Frank Rogers bị cảnh sát của Đường sắt Thái Bình Dương Canada sát hại, trở thành liệt sĩ đầu tiên của phong trào tại British Columbia. Tình trạng căng thẳng trong công nghiệp gia tăng trên khắp tỉnh British Columbia dẫn đến tổng đình công đầu tiên tại Canada vào năm 1918, diễn ra tại mỏ than Cumberland trên đảo Vancouver. Sau một thời gian tạm lắng trong thập niên 1920, làn sóng bãi công đạt đỉnh vào năm 1935 khi những người thất nghiệp tràn ngập thành phố để phản đối điều kiện trong các trại cứu tế do quân đội điều hành tại các khu vực xa xôi trên khắp tỉnh. Sau hai tháng căng thẳng với hoạt động kháng nghị diễn ra thường nhật và có tính phá hoại, những người bãi công trại cứu tế quyết định thể hiện sự bất bình của họ với chính phủ liên bang và lên tàu đến Ottawa, song hành động kháng nghị của họ bị đàn áp bằng vũ lực. Các công nhân bị bắt gần Mission và bị giam giữ trong các trại lao động trong thời kỳ Đại khủng hoảng.
Các phong trào xã hội khác, phong trào nữ quyền lần thứ nhất, cải cách đạo đức và hạn chế rượu cũng là diễn ra trong tiến trình phát triển của Vancouver. Mary Ellen Smith là một nữ giới Vancouver theo chủ nghĩa nữ giới tham chính và cấm rượu, năm 1918 bà trở thành nữ giới đầu tiên được bầu vào một nghị viện tỉnh tại Canada. Luật cấm đồ uống có cồn bắt đầu trong Chiến tranh thế giới thứ nhất và kéo dài cho đến năm 1921, khi đó chính phủ tỉnh thiết lập quyền kiểm soát đối với mua bán đồ uống có cồn, thực tiễn này vẫn tồn tại đến nay. Luật cấm ma túy đầu tiên của Canada xảy ra sau một cuộc điều tra của Bộ trưởng Lao động liên bang đương nhiệm là William Lyon Mackenzie King. William Lyon Mackenzie King được phái đến để điều tra về các tuyên bố thiệt hại sau khi Liên minh Bài Á (AEL) dẫn đầu một vụ náo loạn suốt phố người Hoa và phố người Nhật. Hai nguyên đơn là những người sản xuất ma túy, và sau khi điều tra sâu hơn, William Lyon Mackenzie King phát hiện ra các nữ giới da trắng được tường trình là thường lui tới các ổ ma túy, cũng như nam giới Trung Hoa. Một đạo luật liên bang nhanh chóng được thông qua dựa trên các khám phá này, theo đó cấm việc sản xuất, mua bán, và nhập khẩu ma túy vì các mục đích phi dược dụng. Các vụ náo loạn, và sự hình thành của Liên minh Bài Á, cũng là những dấu hiệu của sự sợ hãi và nghi kị ngày càng tăng đối với người Nhật sống tại Vancouver và khắp tỉnh. Những sợ hãi này tăng mạnh khi Nhật Bản tiến công Trân Chân Cảng, dẫn đến việc tất cả người Canada gốc Nhật sống trong thành phố và tỉnh rút cuộc bị giam giữ hoặc trục xuất. Sau chiến tranh, người người Canada gốc Nhật này không được phép trở lại các thành phố như Vancouver, khiến cho các khu vực như phố Nhật đột ngột không còn là khu vực của dân tộc Nhật do các cộng đồng không bao giờ khôi phục.
Sau khi hợp nhất với Point Grey và Nam Vancouver, ranh giới của Vancouver giữ nguyên cho đến nay. Không lâu sau, Vancouver trở thành đô thị lớn thứ ba tại Canada. Ngày 1 tháng 1 năm 1929, dân số Vancouver mở rộng là 228.193.

## Địa lý

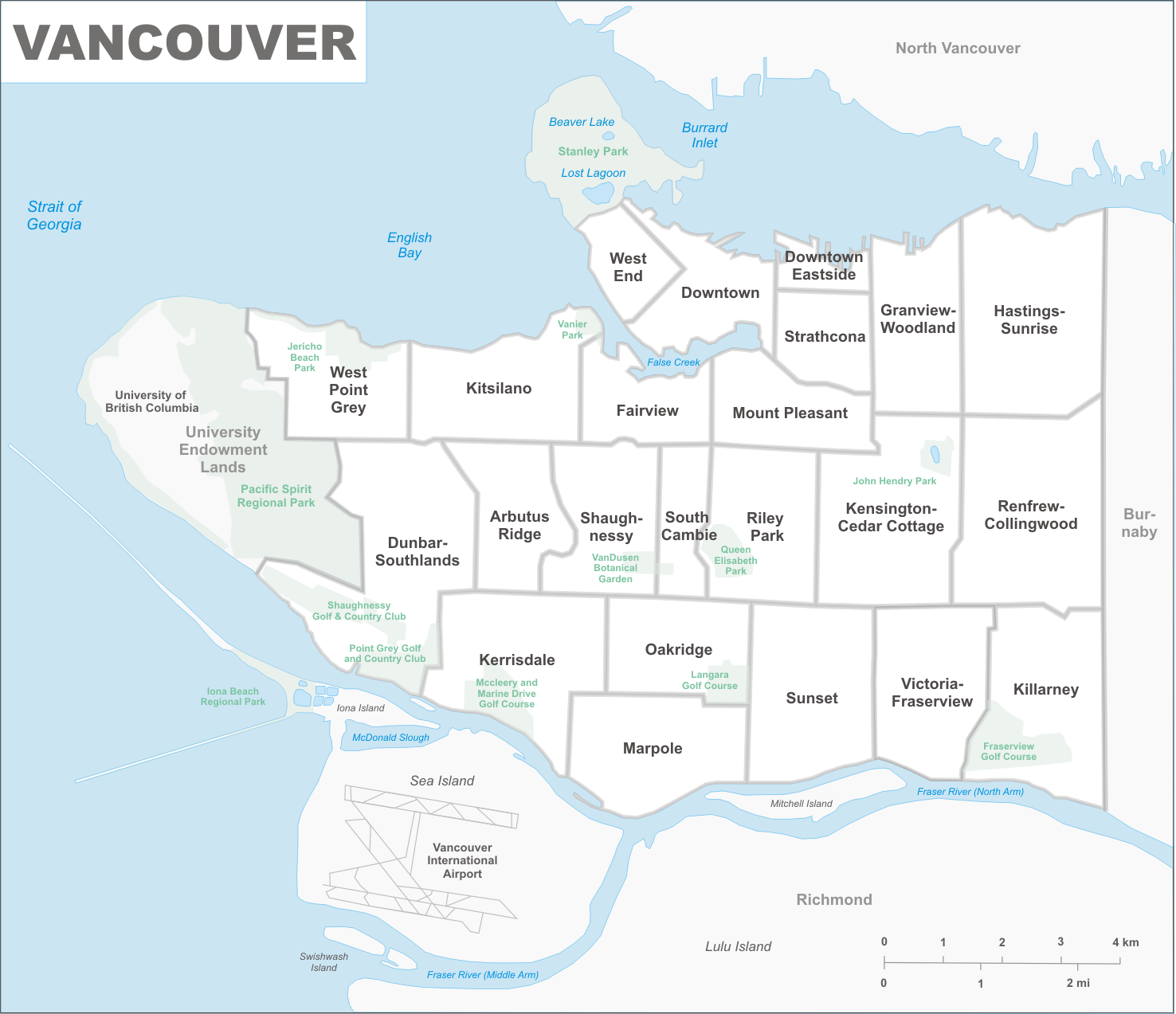
23 khu vực chính thức của Vancouver (local usage varies)

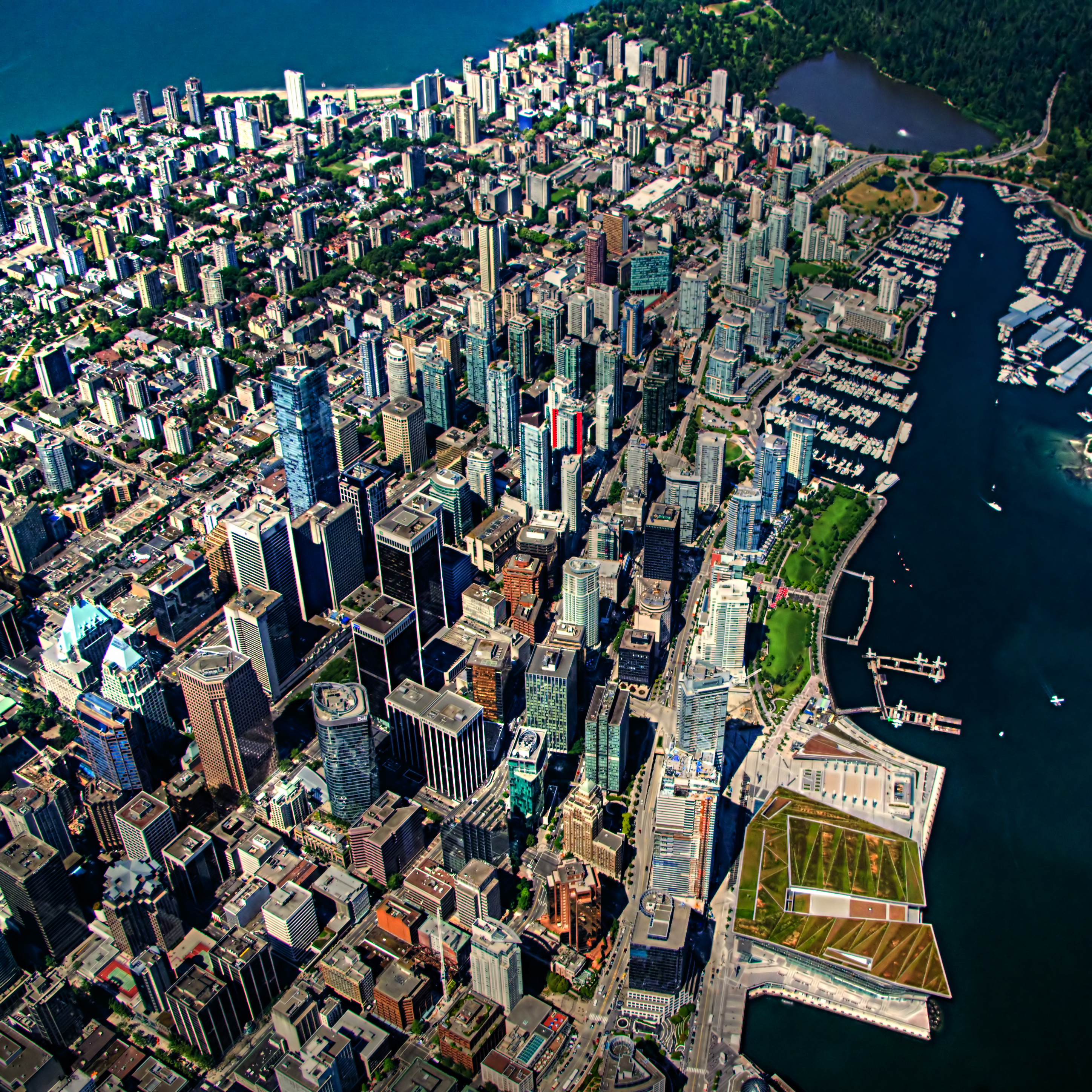
Không ảnh Downtown Vancouver năm 2009.

Vancouver nằm trên bán đảo Burrard, giữa vịnh Burrard ở phía bắc và sông Fraser ở phía nam. Eo biển Georgia nằm ở phía tây của thành phố, được đảo Vancouver che chắn khỏi Thái Bình Dương. Thành phố có diện tích 114 km2 (44 dặm vuông Anh), gồm cả vùng đất bằng phẳng và đồi núi, nằm trong múi giờ Thái Bình Dương (UTC−8) và khu vực kinh tế Hàng hải Thái Bình Dương của Canada.
Cho đến khi thành phố mang tên hiện này vào năm 1885, "Vancouver" được dùng để chỉ đảo Vancouver, và hiện nay vẫn còn quan niệm sai lệch phổ biến rằng thành phố nằm trên đảo.
Vancouver có một trong số các công viên đô thị lớn nhất tại Bắc Mỹ, đó là công viên Stanley với diện tích 404,9 hécta (1.001 mẫu Anh). Dãy núi North Shore chi phối cảnh quan thành phố, viễn cảnh thơ mộng trong ngày quang đãng gồm có núi lửa Baker phủ tuyết thuộc bang Washington của Hoa Kỳ ở phía đông nam, đảo Vancouver qua eo biển Georgia ở phía tây và tây nam, và đảo Bowen ở phía tây bắc.

### Sinh thái học
Hệ thực vật ban đầu tại khu vực Vancouver là rừng mưa ôn đới, gồm có các loài thông với các nhóm cây phong và tống quán sủ nằm rải rác, và các khu vực đầm lầy rộng lớn.
Các loài thông là một đặc trưng của vùng duyên hải British Columbia, hỗn hợp với các loài Pseudotsuga menziesii, Thuja plicata và Tsuga heterophylla.
Khu vực được cho là có các cây lớn nhất của những loài này tại vùng Duyên hải British Columbia. Các cây lớn nhất trong rừng nguyên sinh của Vancouver mọc tại khu vực Gastown, đây là nơi hoạt động khai thác gỗ đầu tiên diễn ra, và trên sườn phía nam của lạch False và vịnh English, đặc biệt là quanh bãi biển Jericho. Rừng trong công viên Stanley bị đốn từ thập niên 1860 đến thập niên 1880, và tại đây vẫn có thể thấy bằng chứng về các kỹ thuật khai thác gỗ kiểu cũ như khía hình V ván nhún.
Nhiều loài và cây được trồng khắp Vancouver và Lower Mainland được đưa đến từ những phần khác của lục địa và nhiều nơi khắp Thái Bình Dương. Các thí dụ gồm có Araucaria araucana, phong Nhật Bản, và các giống ngoại lai có hoa như mộc lan, đỗ quyên. Một số loài được đưa đến từ những nơi có khí hậu khắc nghiệt hơn tại Đông bộ Canada hoặc châu Âu đã phát triển đến kích thước rất lớn tại Vancouver. Loài phong Acer glabrum cũng có thể đạt tới một kích thước to lớn. Nhiều đường phố trong thành phố có các hàng anh đào Nhật Bản có hoa do chính phủ Nhật Bản tặng từ thập niên 1930 về sau. Thời kỳ nở hoa của chúng kéo dài trong vài tuần vào đầu mùa xuân mỗi năm, lễ hội hoa anh đào Vancouver được tổ chức vào dịp đó. Các phố khác có các loài dẻ có hoa, dẻ ngựa và các cây bóng mát làm cảnh khác.

### Khí hậu

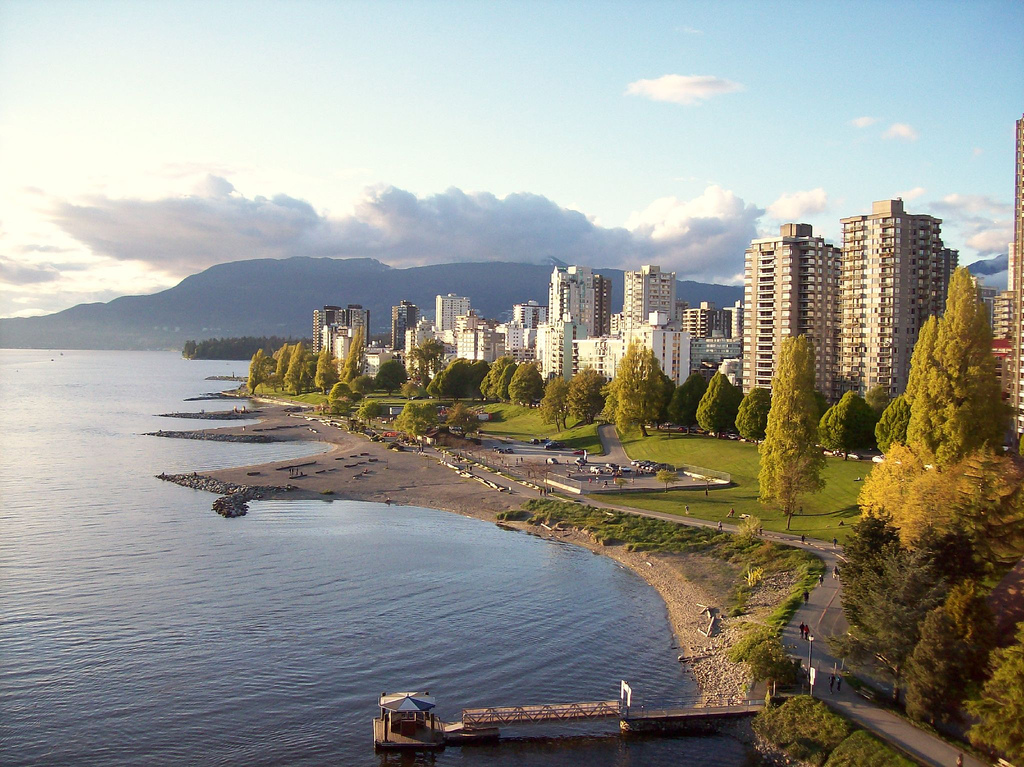
Vịnh English nằm tại phía tây Downtown Vancouver.

Vancouver là một trong số những thành phố ấm nhất tại Canada. Khí hậu Vancouver là ôn hòa theo tiêu chuẩn Canada và thường được phân loại là hải dương hoặc bờ tây hải dương, mà theo phân loại khí hậu Köppen sẽ là Cfb. Tuy nhiên, trong những tháng mùa hè, nhiệt độ vùng nội địa cao hơn đáng kể, khiến Vancouver có nhiệt độ trung bình tối cao mùa hạ mát nhất trong toàn bộ các khu vực đô thị lớn của Canada. Trong các tháng mùa hạ, thời tiết đặc trưng là khô, trung bình chỉ một phần năm số ngày trong tháng 7 và tháng 8 là có mưa. Ngược lại, gần một nửa số ngày từ tháng 11 đến tháng 3 xuất hiện giáng thủy.
Vancouver cũng là một trong số các thành phố ẩm nhất Canada, tuy nhiên lượng giáng thủy thay đổi trong suốt khu vực đô thị. Lượng giáng thủy hàng năm đo được tại Cảng hàng không quốc tế Vancouver tại Richmond trung bình là 1.189 mm (46,8 in), so với 1.588 mm (62,5 in) tại khu vực trung tâm và 2.044 mm (80,5 in) tại Bắc Vancouver. Nhiệt độ trung bình cực độ hàng ngày là 22 °C (72 °F) trong tháng 7 và tháng 8, mức cao nhất hiếm khi vượt 30 °C (86 °F).
Nhiệt độ cao nhất từng ghi nhận được tại cảng hàng không là 34,4 °C (93,9 °F), thiết lập vào ngày 30 tháng 7 năm 2009, và nhiệt độ cao nhất từng ghi nhận được trong ranh giới thành phố Vancouver là 35,0 °C (95,0 °F), xảy ra lần đầu vào ngày 31 tháng 7 năm 1965, một lần nữa vào ngày 8 tháng 8 năm 1981, và ngày 29 tháng 5 năm 1983.
Trung bình hàng năm, Vancouver xuất hiện tuyết rơi trong 11 ngày, với ba ngày nhận được 6 cm (2,4 in) hoặc nhiều hơn. Lượng tuyết rơi trung bình hàng năm là 38,1 cm (15,0 in) nhưng thường không còn lại trên mặt đất trong thời gian dài.
Đại Vancouver có mùa đông ôn hòa đứng thứ tư trong số những thành phố của Canada, sau ba thành phố trên đảo Vancouver là Victoria, Nanaimo và Duncan.
Mùa sinh trưởng của Vancouver trung bình là 237 ngày, kéo dài từ 18 tháng 3 đến 10 tháng 11.
| Dữ liệu khí hậu của Cảng hàng không quốc tế Vancouver | Dữ liệu khí hậu của Cảng hàng không quốc tế Vancouver | Dữ liệu khí hậu của Cảng hàng không quốc tế Vancouver | Dữ liệu khí hậu của Cảng hàng không quốc tế Vancouver | Dữ liệu khí hậu của Cảng hàng không quốc tế Vancouver | Dữ liệu khí hậu của Cảng hàng không quốc tế Vancouver | Dữ liệu khí hậu của Cảng hàng không quốc tế Vancouver | Dữ liệu khí hậu của Cảng hàng không quốc tế Vancouver | Dữ liệu khí hậu của Cảng hàng không quốc tế Vancouver | Dữ liệu khí hậu của Cảng hàng không quốc tế Vancouver | Dữ liệu khí hậu của Cảng hàng không quốc tế Vancouver | Dữ liệu khí hậu của Cảng hàng không quốc tế Vancouver | Dữ liệu khí hậu của Cảng hàng không quốc tế Vancouver | Dữ liệu khí hậu của Cảng hàng không quốc tế Vancouver |
| Tháng                                                 | 1                                                     | 2                                                     | 3                                                     | 4                                                     | 5                                                     | 6                                                     | 7                                                     | 8                                                     | 9                                                     | 10                                                    | 11                                                    | 12                                                    | Năm                                                   |
| ----------------------------------------------------- | ----------------------------------------------------- | ----------------------------------------------------- | ----------------------------------------------------- | ----------------------------------------------------- | ----------------------------------------------------- | ----------------------------------------------------- | ----------------------------------------------------- | ----------------------------------------------------- | ----------------------------------------------------- | ----------------------------------------------------- | ----------------------------------------------------- | ----------------------------------------------------- | ----------------------------------------------------- |
| Chỉ số nóng bức cao kỷ lục                            | 17.2                                                  | 18.0                                                  | 20.3                                                  | 23.9                                                  | 33.7                                                  | 33.9                                                  | 38.3                                                  | 35.9                                                  | 33.0                                                  | 27.2                                                  | 21.1                                                  | 16.1                                                  | 38.3                                                  |
| Cao kỉ lục °C (°F)                                    | 15.3 (59.5)                                           | 18.4 (65.1)                                           | 19.4 (66.9)                                           | 25.0 (77.0)                                           | 30.4 (86.7)                                           | 30.6 (87.1)                                           | 34.4 (93.9)                                           | 33.3 (91.9)                                           | 29.3 (84.7)                                           | 23.7 (74.7)                                           | 18.4 (65.1)                                           | 14.9 (58.8)                                           | 34.4 (93.9)                                           |
| Trung bình ngày tối đa °C (°F)                        | 6.9 (44.4)                                            | 8.2 (46.8)                                            | 10.3 (50.5)                                           | 13.2 (55.8)                                           | 16.7 (62.1)                                           | 19.6 (67.3)                                           | 22.2 (72.0)                                           | 22.2 (72.0)                                           | 18.9 (66.0)                                           | 13.5 (56.3)                                           | 9.2 (48.6)                                            | 6.3 (43.3)                                            | 13.9 (57.0)                                           |
| Trung bình ngày °C (°F)                               | 4.1 (39.4)                                            | 4.9 (40.8)                                            | 6.9 (44.4)                                            | 9.4 (48.9)                                            | 12.8 (55.0)                                           | 15.7 (60.3)                                           | 18.0 (64.4)                                           | 18.0 (64.4)                                           | 14.9 (58.8)                                           | 10.3 (50.5)                                           | 6.3 (43.3)                                            | 3.6 (38.5)                                            | 10.4 (50.7)                                           |
| Tối thiểu trung bình ngày °C (°F)                     | 1.4 (34.5)                                            | 1.6 (34.9)                                            | 3.4 (38.1)                                            | 5.6 (42.1)                                            | 8.8 (47.8)                                            | 11.7 (53.1)                                           | 13.7 (56.7)                                           | 13.8 (56.8)                                           | 10.8 (51.4)                                           | 7.0 (44.6)                                            | 3.5 (38.3)                                            | 0.8 (33.4)                                            | 6.8 (44.2)                                            |
| Thấp kỉ lục °C (°F)                                   | −17.8 (0.0)                                           | −16.1 (3.0)                                           | −9.4 (15.1)                                           | −3.3 (26.1)                                           | 0.6 (33.1)                                            | 3.9 (39.0)                                            | 6.7 (44.1)                                            | 6.1 (43.0)                                            | 0.0 (32.0)                                            | −5.9 (21.4)                                           | −14.3 (6.3)                                           | −17.8 (0.0)                                           | −17.8 (0.0)                                           |
| Chỉ số phong hàn thấp kỷ lục                          | −22.6                                                 | −21.2                                                 | −14.5                                                 | −5.4                                                  | 0.0                                                   | 0.0                                                   | 0.0                                                   | 0.0                                                   | 0.0                                                   | −11.4                                                 | −21.3                                                 | −27.8                                                 | −27.8                                                 |
| Lượng Giáng thủy trung bình mm (inches)               | 168.4 (6.63)                                          | 104.6 (4.12)                                          | 113.9 (4.48)                                          | 88.5 (3.48)                                           | 65.0 (2.56)                                           | 53.8 (2.12)                                           | 35.6 (1.40)                                           | 36.7 (1.44)                                           | 50.9 (2.00)                                           | 120.8 (4.76)                                          | 188.9 (7.44)                                          | 161.9 (6.37)                                          | 1.189 (46.81)                                         |
| Lượng mưa trung bình mm (inches)                      | 157.5 (6.20)                                          | 98.9 (3.89)                                           | 111.8 (4.40)                                          | 88.1 (3.47)                                           | 65.0 (2.56)                                           | 53.8 (2.12)                                           | 35.6 (1.40)                                           | 36.7 (1.44)                                           | 50.9 (2.00)                                           | 120.7 (4.75)                                          | 185.8 (7.31)                                          | 148.3 (5.84)                                          | 1.152,8 (45.39)                                       |
| Lượng tuyết rơi trung bình cm (inches)                | 11.1 (4.4)                                            | 6.3 (2.5)                                             | 2.3 (0.9)                                             | 0.3 (0.1)                                             | 0.0 (0.0)                                             | 0.0 (0.0)                                             | 0.0 (0.0)                                             | 0.0 (0.0)                                             | 0.0 (0.0)                                             | 0.1 (0.0)                                             | 3.2 (1.3)                                             | 14.8 (5.8)                                            | 38.1 (15.0)                                           |
| Số ngày giáng thủy trung bình (≥ 0.2 mm)              | 19.5                                                  | 15.4                                                  | 17.8                                                  | 14.8                                                  | 13.2                                                  | 11.5                                                  | 6.3                                                   | 6.7                                                   | 8.3                                                   | 15.4                                                  | 20.4                                                  | 19.7                                                  | 168.9                                                 |
| Số ngày mưa trung bình (≥ 0.2 mm)                     | 18.4                                                  | 14.7                                                  | 17.5                                                  | 14.8                                                  | 13.2                                                  | 11.5                                                  | 6.3                                                   | 6.7                                                   | 8.3                                                   | 15.4                                                  | 19.9                                                  | 18.4                                                  | 165.1                                                 |
| Số ngày tuyết rơi trung bình (≥ 0.2 cm)               | 2.6                                                   | 1.4                                                   | 0.9                                                   | 0.2                                                   | 0.0                                                   | 0.0                                                   | 0.0                                                   | 0.0                                                   | 0.0                                                   | 0.0                                                   | 0.8                                                   | 2.8                                                   | 8.7                                                   |
| Độ ẩm tương đối trung bình (%)                        | 81.2                                                  | 74.5                                                  | 70.1                                                  | 65.4                                                  | 63.5                                                  | 62.2                                                  | 61.4                                                  | 61.8                                                  | 67.2                                                  | 75.6                                                  | 79.5                                                  | 80.9                                                  | 70.3                                                  |
| Số giờ nắng trung bình tháng                          | 60.1                                                  | 91.0                                                  | 134.8                                                 | 185.0                                                 | 222.5                                                 | 226.9                                                 | 289.8                                                 | 277.1                                                 | 212.8                                                 | 120.7                                                 | 60.4                                                  | 56.5                                                  | 1.937,5                                               |
| Phần trăm nắng có thể                                 | 22.3                                                  | 31.8                                                  | 36.6                                                  | 45.0                                                  | 46.9                                                  | 46.8                                                  | 59.3                                                  | 62.1                                                  | 56.1                                                  | 36.0                                                  | 21.9                                                  | 22.0                                                  | 40.6                                                  |
| Nguồn:                                                |                                                       |                                                       |                                                       |                                                       |                                                       |                                                       |                                                       |                                                       |                                                       |                                                       |                                                       |                                                       |                                                       |

### Quy hoạch đô thị
Năm 2011, Vancouver là thành phố có mật độ dân số dày đặc nhất tại Canada. Quy hoạch đô thị tại Vancouver mang đặc trưng là nhà ở cao tầng và phát triển sử dụng hỗn hợp tại các trung tâm đô thị, một lựa chọn thay cho mở rộng.
Trong hơn một thập niên, Vancouver được xếp hạng là một trong các thành phố dễ sống nhất trên thế giới. Năm 2010, Vancouver được xếp hạng có chất lượng sinh hoạt cao thứ 4 trong tất cả các thành phố trên Trái Đất. Ngược lại, theo Forbes thì trong năm 2007, Vancouver có thị trưởng bất động sản đắt đỏ thứ 6 trên thế giới, và cao thứ hai tại Bắc Mỹ sau Los Angeles. Vancouver cũng được xếp hạng nằm trong số các thành phố đắt đỏ nhất Canada về sinh hoạt. Forbes cũng xếp hạng Vancouver là thành phố sạch thứ mười trên thế giới trong năm 2007.
Phương pháp giải quyết này bắt đầu vào cuối thập niên 1950, khi những nhà quy hoạch đô thị của thành phố bắt đầu khuyến khích việc xây dựng các tòa nhà ở cao tầng tại khu West End của Vancouver, đưa ra các yêu cầu nghiêm ngặt về không gian để bảo vệ tuyến tầm nhìn và không gian xanh. Sự thành công của các khu phố dày đặc song dễ sống này dẫn đến việc tái kiến thiết các điểm đô thị công nghiệp, như North False Creek và Coal Harbour, bắt đầu vào giữa thập niên 1980. Kết quả là một hạt nhân đô thị chật được quốc tế công nhận là "phát triển tiện nghi cao và 'dễ sống'".

## Nhân khẩu

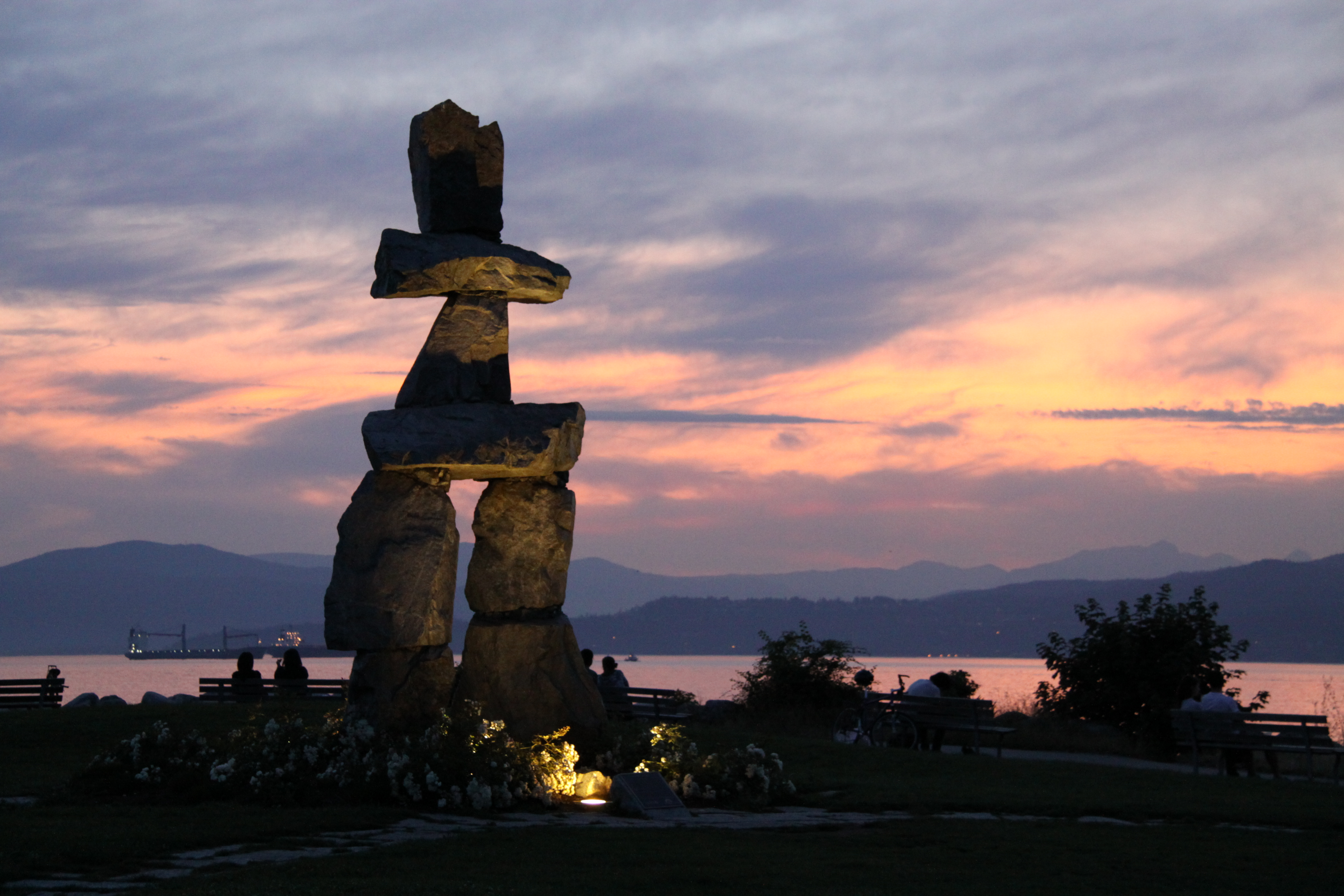
Cột mốc bằng đá, Inuksuk, do các cư dân nguyên trú dựng lên tại vịnh English.

Theo kết quả điều tra nhân khẩu năm 2011, Vancouver có trên 603.000 người, là thành phố lớn thứ tám tại Canada. Vancouver là thành phố lớn thứ tư tại Tây bộ Canada, sau Calgary, Edmonton và Winnipeg. Khu vực đô thị Đại Vancouver có trên 2,4 triệu cư dân, là khu vực đô thị đông dân thứ ba toàn quốc và đông dân nhất tại tây bộ Canada. Khu vực kinh tế Lower Mainland-Southwest có diện tích rộng hơn có dân số trên 2,93 triệu.
Với mật độ dân số là 5.249 người/km², Thành phố Vancouver có mật độ dân cư dày đặc nhất trong các đô thị tự trị có trên 5.000 cư dân tại Canada.
Vancouver được gọi là một "thành phố gồm các khu phố", mỗi khu phố lại có một sự riêng biệt về đặc trưng và dung hợp chủng tộc. Người có huyết thống Anh, Scotland, và Ireland về mặt lịch sử từng là những dân tộc lớn nhất trong thành phố, và các yếu tố của xã hội và văn hóa Anh Quốc vẫn có thể thấy được tại một số khu vực, đặc biệt là South Granville và Kerrisdale. Người Đức là dân tộc gốc Âu lớn tiếp sau, họ là một lực lượng dẫn đầu trong xã hội và kinh tế của thành phố cho đến khi tình cảm bài Đức nổi lên do Chiến tranh thế giới thứ nhất bùng nổ năm 1914. Ngày nay, người Hoa là dân tộc rõ rệt lớn nhất trong thành phố, với một cộng đồng nói tiếng Hoa đa dạng với một vài ngôn ngữ như tiếng Quảng Đông và Quan thoại.
Kể từ thập niên 1980, nhập cư đến Vancouver tăng lên đột ngột, khiến thành phố thêm đa dạng về dân tộc và ngôn ngữ; 52% có ngôn ngữ thứ nhất không phải là tiếng Anh (2006).
Gần 30% dân cư trong thành phố có huyết thống Trung Hoa. Trong thập niên 1980, có một dòng người nhập cư từ Hồng Kông do dè chừng việc chuyển giao chủ quyền lãnh thổ này từ Anh Quốc cho Trung Quốc, cộng thêm một sự gia tăng người nhập cư từ Trung Quốc đại lục và những người nhập cư trước đó từ Đài Loan, Vancouver trở thành một trong những nơi tập trung cao nhất các cư dân người Hoa tại Bắc Mỹ. Vancouver là điểm đến phổ biến thứ nhì của người nhập cư tại Canada, đứng sau Toronto. Các dân tộc gốc Á có số lượng lớn khác tại Vancouver là người Nam Á (chủ yếu là người Punjab) thường được gọi là người Canada gốc Ấn (5,7%), người Philippines (5,0%), người Nhật Bản (1,7%), người Hàn Quốc (1,5%), cùng với các cộng đồng lớn của người Việt Nam, người Indonesia, và người Campuchia. Mặc dù lượng người Mỹ Latinh nhập cư đến Vancouver gia tăng trong thập niên 1980 và 1990, song tổng số người nhập cư gần đây tương đối thấp, và người châu Phi nhập cư cũng đình trệ (tương ứng là 3,6% và 3,3% tổng số người nhập cư). Dân số da đen tại Vancouver khá ít so với các thành phố lớn khác của Canada, họ chiếm 0,9% dân số thành phố. Khu phố Strathcona là hạt nhân của cộng đồng Do Thái trong thành phố. Hogan's Alley từng là nơi có một cộng đồng da đen đáng kể. Năm 1981, dưới 7% dân số thuộc một nhóm thiểu số rõ rệt. Đến năm 2008, tỷ lệ này tăng lên mức 51%.
Trước khi xảy ra làn sóng người Hồng Kông tha hương, các dân tộc phi Anh Quốc lớn nhất trong thành phố là người Ireland và người Đức, tiếp đến là người Scandinavia, người Ý, người Ukraina và người Hoa. Từ giữa thập niên 1950 cho đến thập niên 1980, nhiều người Bồ Đào Nha nhập cư đến Vancouver và thành phố có dân số Bồ Đào Nha lớn thứ ba tại Canada vào năm 2001. Các dân tộc Đông Âu, bao gồm cả người Nam Tư, người Nga, người Séc, người Ba Lan, người Romania và người Hungary bắt đầu nhập cư đến Vancouver sau khi Liên Xô tiếp quản Đông Âu sau Chiến tranh thế giới thứ hai. Số người Hy Lạp nhập cư gia tăng vào cuối thập niên 1960 và đầu thập niên 1970, hầu hết họ định cư tại khu vực Kitsilano. Vancouver cũng có một cộng đồng người nguyên trú đáng kể với khoảng 11.000 người.
| Điều tra nhân khẩu Canada 2011 | Điều tra nhân khẩu Canada 2011 | Dân số  | % tổng dân số |
| ------------------------------ | ------------------------------ | ------- | ------------- |
| Nhóm thiểu số rõ rệt Source:   | Nam Á                          | 35.140  | 6%            |
| Nhóm thiểu số rõ rệt Source:   | Hoa                            | 182.230 | 29.7%         |
| Nhóm thiểu số rõ rệt Source:   | Da đen                         | 5.720   | 1%            |
| Nhóm thiểu số rõ rệt Source:   | Philippines                    | 35.490  | 6%            |
| Nhóm thiểu số rõ rệt Source:   | Mỹ Latinh                      | 9.595   | 1.6%          |
| Nhóm thiểu số rõ rệt Source:   | Ả Rập                          | 2.975   | 0.5%          |
| Nhóm thiểu số rõ rệt Source:   | Đông Nam Á                     | 17.870  | 3%            |
| Nhóm thiểu số rõ rệt Source:   | Tây Á                          | 6.885   | 1.2%          |
| Nhóm thiểu số rõ rệt Source:   | Hàn Quốc                       | 8.780   | 1.5%          |
| Nhóm thiểu số rõ rệt Source:   | Nhật Bản                       | 10.080  | 1.7%          |
| Nhóm thiểu số rõ rệt Source:   | thiểu số rõ rệt khác           | 1,175   | 0.2%          |
| Nhóm thiểu số rõ rệt Source:   | thiểu số rõ rệt hỗn chủng      | 8.680   | 1.5%          |
| Tổng dân số thiểu số rõ rệt    | Tổng dân số thiểu số rõ rệt    | 305.615 | 51.8%         |
| Nguyên trú Nguồn:              | các Dân tộc Trước tiên         | 7,865   | 1.3%          |
| Nguyên trú Nguồn:              | Métis                          | 3.595   | 0.6%          |
| Nguyên trú Nguồn:              | Inuit                          | 70      | 0%            |
| Tổng dân số nguyên trú         | Tổng dân số nguyên trú         | 11,945  | 2%            |
| gốc Âu                         | gốc Âu                         | 272.645 | 46.2%         |
| Tổng dân số                    | Tổng dân số                    | 590.205 | 100%          |

## Kinh tế

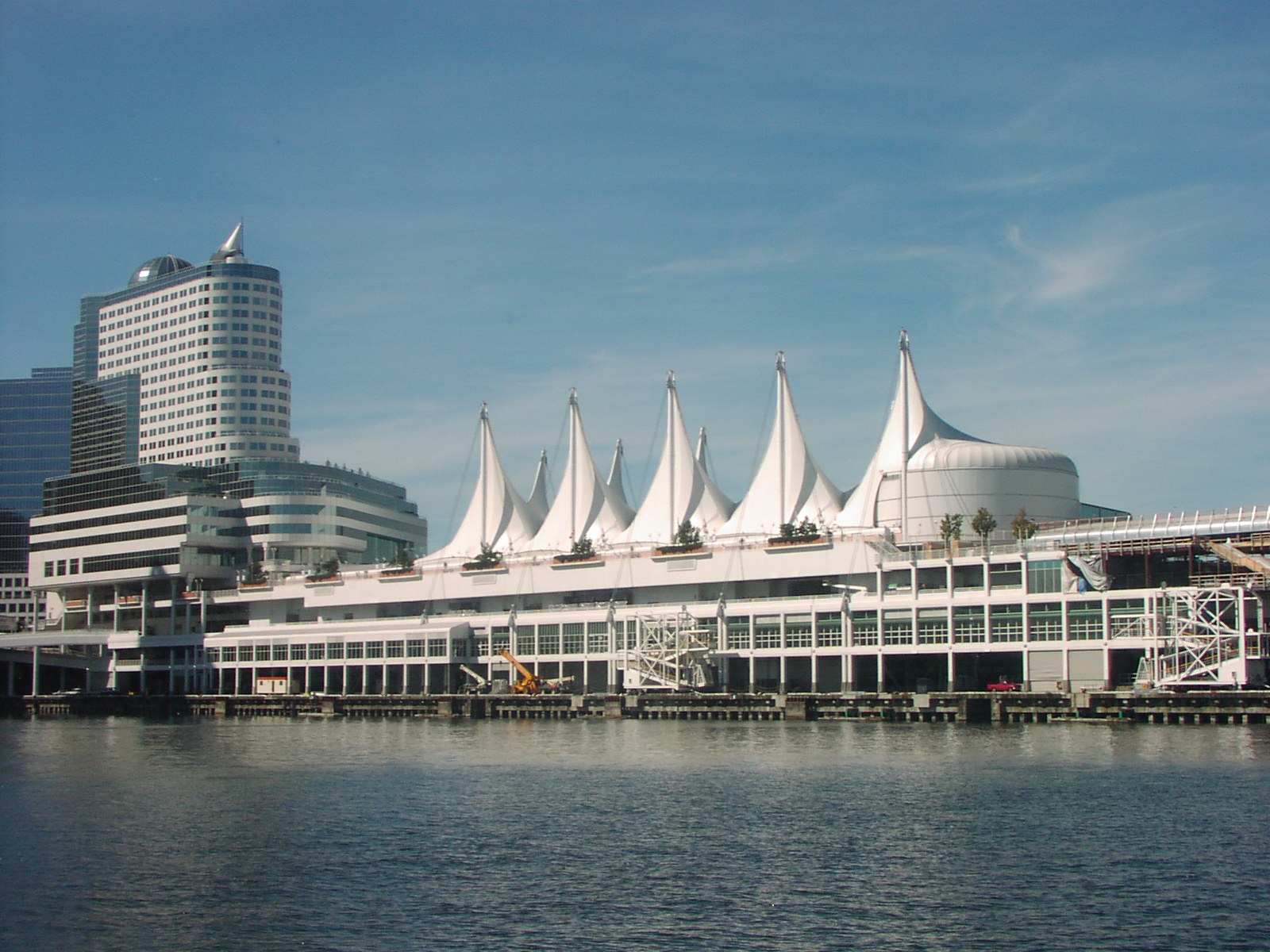
Canada Place là nhà trưng bày của Canada trong Triển lãm thế giới năm 1986.

Với vị trí nằm trong vành đai Thái Bình Dương, là điểm cuối cùng ở phía tây của các tuyến đường bộ và đường sắt xuyên lục địa của Canada, Vancouver là một trong các trung tâm công nghiệp lớn nhất toàn quốc. Cảng Metro Vancouver là cảng lớn nhất và đa dạng nhất của Canada, hàng năm có giao thương với trên 160 nền kinh tế. Vancouver cũng là trụ sở của các công ty lâm sản và khai mỏ. Trong những năm gần đây, Vancouver trở thành một trung tâm ngày càng quan trọng đối với phát triển phần mềm, công nghệ sinh học, hàng không vũ trụ, phát triển trò chơi điện tử, xưởng phim hoạt hình, một ngành sản xuất truyền hình sôi động và công nghiệp điện ảnh.
Vị trí thuận lợi của Vancouver khiến nó trở thành một địa điểm du lịch lớn. Nhiều du khách đến để tham quan các công viên của thành phố, như công viên Stanley, công viên Queen Elizabeth, vườn thực vật VanDusen và những dãy núi, đại dương, rừng, và không gian xanh bao quanh thành phố. Mỗi năm có trên một triệu người qua Vancouver trên những tàu du lịch, thường là hướng về Alaska.
Thành phố thông qua các chiến lược khác nhau nhằm giảm giá nhà, bao gồm nhà ở công cộng, hợp pháp hóa những phần thứ cấp, tăng mật độ và tăng trưởng thông minh. Tháng 4 năm 2010, trung bình nhà cấp hai tại Vancouver được bán với giá kỷ lục là 987.500 đô la, so với giá trung bình tại Canada là 365.141 đô la.
Kể từ thập niên 1990, sự phát triển các tòa nhà cộng quản cao tầng tại bán đảo trung tâm được cung cấp tài chính một phần từ một dòng tư bản của những người Hồng Kông nhập cư do lo ngại việc chuyển giao lãnh thổ này cho Trung Quốc vào năm 1997. Những phát triển này tập trung tại các khu Yaletown và Coal Harbour và xung quanh nhiều ga của tuyến đường sắt SkyTrain đến phía đông của khu trung tâm. Việc thành phố được lựa chọn làm chủ nhà của Thế vận hội Mùa đông năm 2010 cũng có tác động lớn đến phát triển kinh tế. Lo ngại rằng vấn đề vô gia cư ngày càng tăng tại Vancouver có thể trầm trọng thêm vì Thế vận hội do những người sở hữu các khách sạn SRO, vốn là nhà của những cư dân thu nhập thấp nhất trong thành phố, sẽ cải tạo tài sản của họ để thu hút các cư dân và du khách có thu nhập cao hơn. Một sự kiện quốc tế quan trọng khác từng diễn ra tại Vancouver là Triển lãm thế giới 1986, triển lãm đón trên 20 triệu khách và thêm vào 3,7 tỷ đô la cho kinh tế Canada. Một số công trình phục vụ Triển lãm thế giới vẫn còn tồn tại, trong đó có hệ thống đường sắt công cộng SkyTrain và Canada Place.

## Chính phủ

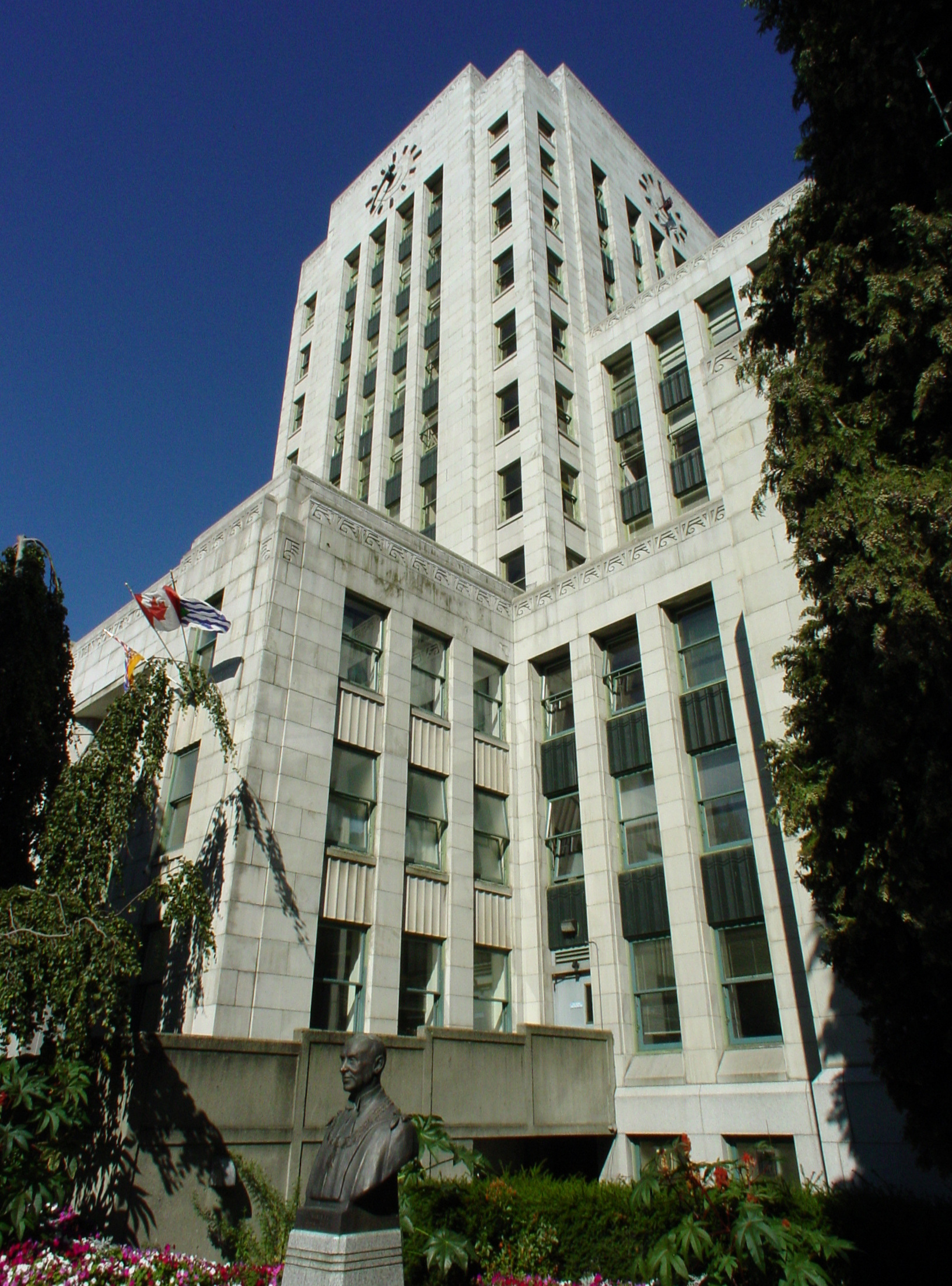
Tòa thị chính Vancouver.

Không giống như các đô thị tự trị khác tại British, Vancouver được hợp thành tổ chức theo Hiến chương Vancouver. Hiến chương được thông qua vào năm 1953, thay thế cho Đạo luật hợp nhất Vancouver, 1921 và trao cho thành phố thêm nhiều quyền hạn và khác biệt so với các cộng đồng khác vận hành theo Đạo luật các đô thị tự trị của tỉnh. Kể từ Chiến tranh thế giới thứ hai, chính phủ dân sự nằm dưới quyền chi phối của Hiệp hội Phi đảng phái (NPA) trung-hữu, song cũng có một số gián đoạn đáng kể bởi phe trung-tả. Quản lý Vancouver là Hội đồng Thành phố Vancouver gồm 11 thành viên, một hội đồng trường học gồm 9 thành viên, một hội đồng công viên gồm 7 thành viên, tất cả đều phụng vụ các nhiệm kỳ ba năm. Bất chấp quy mô lớn, toàn bộ các cuộc tuyển cử đô thị tại Vancouver đều dựa theo nền tảng "at-large", tức bỏ phiếu cho đảng. Về mặt lịch sử, trong mọi cấp chính quyền, phần phía tây giàu có hơn của Vancouver bỏ phiếu cho phe bảo thủ hoặc tự do trong khi phần phía đông của thành phố bỏ phiếu cho phe cánh tả.
Cục cảnh sát Vancouver có 1.174 thành viên tuyên thệ, ngân sách hoạt động năm 2005 là 149 triệu đô la. Trên 16% ngân sách của thành phố được chi cho sự bảo vệ của cảnh sát vào năm 2005. Các đơn vị của cục cảnh sát Vancouver gồm có cả một đội xe đạp, một đội hàng hải, và một đội khuyển cảnh. Cục cũng có một đội kị cảnh, chủ yếu để tuần tra công viên Stanley và thỉnh thoảng tại Downtown Eastside và West End, cũng như để kiểm soát đám đông. Năm 2008, Vancouver có tỷ lệ phạm tội cao thứ bảy trong số 27 vùng đô thị thống kê tại Canada.

### Chính phủ khu vực
Vancouver là một đô thị thành viên trong Cục Khu vực Vancouver, một chính quyền khu vực. Cục có tổng cộng 22 đô thị, một khu vực bẩu cử liên bang. Trong Nghị viện British Columbia, Vancouver được phân bổ 11 nghị viên đại diện. Trong Chúng nghị viện Canada, Vancouver có 5 nghị viên đại diện.
Chính quyền của Khu vực đặt tại Burnaby. Mỗi đô thị có cơ quan quản lý nhà nước riêng. Cục khu vực (Metro Vancouver) quản lý quy hoạch tổng thể và giám sát các dịch vụ chung, như cung cấp nước sạch, vận hành hệ thống cống rãnh và xử lý chất thải rắn... 

## Giáo dục

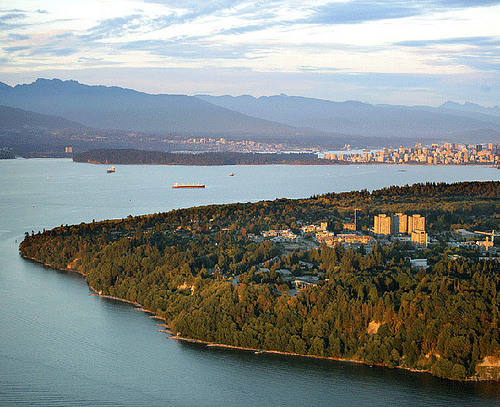
Không ảnh Đại học British Columbia nằm ở phía tây thành phố

Hội đồng Giáo dục Vancouver tiếp nhận trên 110.000 học sinh trong các cơ sở bậc tiểu học, trung học, sau trung học, do vậy là học khu lớn thứ nhì trong tỉnh. Học khu quản lý khoảng 74 trường tiểu học, 17 trường bổ túc tiểu học, 18 trường trung học, 7 trung tâm giáo dục người thành niên, 2 trường thuộc mạng lưới học tập Vancouver, trong tất cả có 18 trường tiếng Pháp cho người phi bản ngữ, một trường song ngữ Quan thoại, một trường mỹ thuật, năng khiếu, và Montessori. Trên 46 trường độc lập đa dạng cũng đủ tư cách nhận một phần tài trợ của tỉnh và giáo dục khoảng 10% học sinh trong thành phố.
Có năm đại học công lập trong khu vực Đại Vancouver, lớn nhất trong đó là Đại học British Columbia (UBC) và Đại học Simon Fraser (SFU), với tổng cộng 90.000 sinh viên đại học và sau đại học ghi danh năm 2008.
UBC luôn được xếp trong số 40 đại học tốt nhất trên thế giới, và trong số 20 đại học công lập tốt nhất.
SFU luôn được xếp hạng la đại học toàn diện hàng đầu tại Canada và nằm trong số 200 đại học tốt nhất trên thế giới.
Sinh viên quốc tế và sinh viên nói tiếng Anh như ngôn ngữ thứ hai là nguồn tuyển sinh quan trọng của các thể chế công lập và tư thục tại Đại Vancouver. Trong năm học 2008–2009, 53% sinh viên thuộc Hội đồng giáo dục Vancouver nói một ngôn ngữ không phải là tiếng Anh tại nhà.

## Nghệ thuật và văn hóa

### Nhà hát, sàn khiêu vũ và chiếu phim
Vancouver có ngành công nghiệp sản xuất phim rất lớn, nên được đặt tên là "Hollywood phương Bắc". Các địa điểm quay nổi tiếng như Hồ Buntzen Lake (phim The X-Files (TV series) Freddy vs. Jason, Pathfinder, Stephen King's It, Hot Rod), Heritage Woods, Đảo Bowen, bãi biển Britannia Beach, Tsawwassen (phim X-men)

## Thành phố anh em
Vancouver là một trong những thành phố đầu tiên tại Canada tham gia một hiệp định thành phố anh em quốc tế. Các hiệp định đặc biệt về lợi ích văn hóa, xã hội và kinh tế là nguyên nhân xuất hiện các thành phố anh em này.
| Quốc gia   | Đô thị      | Năm  |
| ---------- | ----------- | ---- |
| Ukraina    | Odesa       | 1944 |
| Nhật Bản   | Yokohama    | 1965 |
| Anh Quốc   | Edinburgh   | 1978 |
| Trung Quốc | Quảng Châu  | 1985 |
| Hoa Kỳ     | Los Angeles | 1986 |